# 다케나카 시게토시
다케나카 시게토시(일본어: 竹中重利)는 센고쿠 시대부터 에도 시대 초기까지의 무장·다이묘이다. 분고 후나이번의 초대 번주.

## 같이 보기
- 다케나가씨 진야

|  | 제1대 후나이번 번주 (다케나카가) 1601년 ~ 1615년 | 후임 다케나카 시게요시 |